# Сандвалль-Бергстрём, Марта
Марта Майкен Бригитта Сандвалль-Бергстрём (швед. Martha Majken Birgitta Bergström, урождённая Сандвалль швед. Sandwall; 5 июня 1913, Невельшё, лен Йёнчёпинг, Швеция — 12 марта 2000, Мальмё) — шведская писательница, известная своими книгами о девочке по имени Кулла-Гулла, которые были переведены на 12 языков.

## Биография

### Детство и юность в Смоланде
Марта Сандвалль-Бергстрём родилась в приходе Невельсё лена Йёнчёпинг. Её отец был проповедником в Альянсе миссионеров и часто проповедовал на церковных службах в местном санатории. Когда он обанкротился, семья стала содержать отель. Марта рано начала писать, и когда ей было двенадцать, она представила свои работы в газету. Четыре года спустя, был опубликован её первый роман. Она в течение года работала в горничной в шведской семье в Польше, а также год во Франции. Она вернулась в Швецию в возрасте 21 года и стала работать горничной в Стокгольме. Её самая большая радость заключалась в писательстве, которым она занималась в свободное время. Она прошла годичный курс обучения и стала клерком.

### Семья и жизнь в Испании
Она вышла замуж за Ларса-Эрика Бергстрём (1905-1963), археолога который на 8 лет старше неё. Когда её муж не имел постоянного места работы, ей приходилось нести ответственность за обеспечение семьи, и работала в различных офисах, и параллельно писала рассказы и другие работы. В начале 50-х семья переехала в Испанию. Они купили ферму около Малаги, где они имели апельсиновую рощу и держали ослов, уток и коз. Марта была фермером в Испании в период 1953 по 1983 годы. Муж Марты страдал от диабета а дочь от недостаточности щитовидной железы.

### Кулла-Гулла
1945 году Марта Сандвалль-Бергстрём выиграла первый приз в конкурсе детских книг. Книги о Кулле-Гулле основаны на её собственном опыте и воспоминаниях о бедном детстве в Смоланде.
Когда Марта Сандвалль-Бергстрём написала первую книгу о Кулле-Гулле, она решила принять участие в конкурсе детских книг. Книга стала хитом среди читателей. Некоторые критики одобрили книгу и её пролетарскую тему, в то время как другие нашли главную героиню слишком совершенной и святой. Но Марта продолжала писать, отчасти потому что семья нуждалась в деньгах.

### Общество Марты Сандвалль-Бергстрём
В 2012 году было сформировано общество Марты Сандвалль-Бергстрём. Это некоммерческая организация политической и религиозной принадлежности, общее цель которой стимулировать интерес и понимание к творчеству Марты Сандвалль-Бергстрём, расширить и углубить знания её лирики, содействовать по вопросам публикации и распространению её текстов, и поощрение исследовательских работ о её жизни и достижениях.

### Кулла-Гулла
- 1945 — Кулла-Гулла (Kulla-Gulla)
- 1946 — Кулла-Гулла держит своё слово (Kulla-Gulla håller sitt löfte)
- 1947 — Дети с Куллы в поместье (Kulla-barnen på herrgården)
- 1948 — Кулла-Гулла в школе (Kulla-Gulla i skolan)
- 1949 — Лето Куллы-Гуллы (Kulla-Gullas sommarlov)
- 1950 — Кулла-Гулла находит свой путь (Kulla-Gulla finner sin väg)
- 1951 — Кулла-Гулла в миртовом венке (Kulla- Gullas myrtenkrona)

### Отдельные произведения
- 1948 — Юханна (Johanna)
- 1952 — У Оскарссонов не бывает тихо (Aldrig en lugn stund hos Oskarssons)
- 1953 — Всё у Осскарсонов (Allt händer hos Oskarssons)
- 1954 — Майкен гордится что она урождённая Оскарссон (Majken stolt, född Oskarsson)
- 1955 — Ангельский поток (Änglarnas bäck)
- 1956 — Песнь ракушек (Snäckans sång)
- 1958 — Юная Пепита (Unga Pepita)
- 1959 — Серебряная луна (Silvermånen)
- 1956 — Танцы с огнём под Серебряной луной (Elddansen på Silvermånen)
- 1962 — Под знаком Серебряной луны (I Silvermånens tecken)
- 1971 — Тайна перекрёстка (Mysteriet vid Korsvägen)

### Кулла-Гулла (переиздание)
- 1986 — Кулла-Гулла в приюте (Kulla-Gulla på barnhemmet)
- 1972 — Кулла-Гулла из Блюмгорден (Kulla-Gulla på Blomgården)
- 1965 — Кулла-Гулла (Kulla-Gulla)
- 1965 — Кулла-Гулла держит своё слово (Kulla-Gulla håller sitt löfte)
- 1965 — Кулла-Гулла побеждает (Kulla-Gulla vinner en seger)
- 1965 — Кулла-Гулла разгадывает тайну (Kulla-Gulla löser en gåta)
- 1966 — Кулла-Гулла в поместье (Kulla-Gulla på herrgården)
- 1967 — Кулла-Гулла в школе (Kulla-Gulla i skolan)
- 1967 — Первый бал Куллы-Гуллы (Kulla-Gullas första bal)
- 1967 — Лето Куллы-Гуллы (Kulla-Gullas sommarlov)
- 1968 — Кулла-Гулла находит свой путь (Kulla-Gulla finner sin väg)
- 1968 — Кулла-Гулла и Тумас-арендатор (Kulla-Gulla och Tomas Torpare)
- 1968 — Кулла-Гулла в миртовом венке (Kulla-Gullas Myrtenkrona)